# 미주 (배우)
당티미중(베트남어: Đặng Thị Mỹ Dung, 1989년 10월 5일 ~ )은 예명인 미주(Midu)로 알려져 있는 베트남의 배우, 사진 모델, 강사, 사업가이다. 2012년에 베트남에서 개봉된 빅터 부 감독의 액션 영화 《황제암살단》에서 주연을 맡았다. 호찌민시 건축대학교 동문이고 현재는 호찌민시 공과대학교에서 패션디자인학과 강사로 근무하고 있다.

## 경력
미주는 호찌민시에서 2명의 자매가 있는 가정에서 태어났는데 아버지는 경찰이었고 어머니는 주부였다. 미주의 남동생인 당쭝히에우는 1995년에 태어났다. 미주는 생전에 비를 보는 것을 좋아하고 보라색을 좋아한다고 말한 적이 있었다. 또한 자신의 열정은 연기와 사업이다.
미주는 호찌민시에 위치한 레반땀 중등학교에 재학했으며 학교 문학팀의 일원으로 호찌민시에서 주최한 문학 작품 경연 대회에 참가하기도 했다. 미주는 호찌민시에 위치한 자딘 고등학교를 졸업할 때까지 12년 동안 항상 좋은 성적을 기록한 학생이었다. 미주는 호찌민시 건축대학교에서 패션디자인학과를 전공했고 2008년에 2등이라는 우수한 성적을 기록하면서 대학교를 졸업했다.
미주는 19세 시절에 패션 부티크 사업에 뛰어들었다. 미주는 일에 대한 열정 때문에 공부할 시간이 없었고 2학년 여름에 1년 예약을 신청했다. 미주는 2009년에 배우로 데뷔했는데 그의 첫 영화 작품은 레호앙 감독의 텔레비전 드라마 《백의의 천사들》(Những thiên thần áo trắng)이다. 미주는 이 영화에서 4명의 여자 등장인물 가운데 하나이자 아름다움·온화함·똑똑함·민첩함을 겸비한 소녀인 응옥 역할을 맡았다.
미주는 2013년 7월 24일에 대학교 졸업 프로젝트에서 불교와 티베트에서 영감을 받은 패션 컬렉션 〈더 미스터리어스 티베트〉(The Mysterious Tibet)를 선보였다. 미주의 컬렉션은 심사위원들의 높은 평가를 받았다. 미주는 2012년 《도전! 슈퍼모델 베트남》에서 준우승을 차지한 모델인 카미번(Kha Mỹ Vân)을 초청하여 티베트 소녀들의 자유로운 아름다움에 영감을 받은 패션 컬렉션을 선보였다. 미주의 컬렉션은 《도전! 슈퍼모델 베트남》에 출연했던 카미번, 후옌짱(Huyền Trang), 투이짱(Thùy Trang), 짱팜(Trang Phạm)이 관람했다.
미주는 2013년 10월 30일에 호찌민시 건축대학교에서 패션디자인학과를 졸업했다. 미주는 "대학교 강의실에서 수년 동안 일한 결과 미주도 꿈을 이루었기 때문에 미주에게는 큰 기쁨이자 행복입니다."라고 감격했다. 미주는 인생에 입문하고 인생의 어려움을 이겨낼 때 더 많은 도전을 가지고 새로운 여행을 시작할 자신감과 동기부여를 갖게 될 것입니다."라고 말했다.

## 사업
미주는 연예인 활동 이외에도 호찌민시 3군에 위치한 보반떤 가에 위치한 미주 부티크(Midu Boutique)를 운영하고 있다. 2017년 말에는 응우옌후에 보행자 거리에 위치한 존 87(Zone 87) 엔터테인먼트 단지를 개장했다. 자본금은 150억 베트남 동으로 추산된다.
미주는 2017년 5월부터 호찌민시 공과대학교에서 패션 디자인을 전공하는 학생들을 위한 패션 재료 취급 프로젝트 가이드로 일하라는 초대를 수락했고 호찌민시 공과대학교의 산업 미술 강사로 재직했다. 미주는 2019년 중반에 키디 샤크(Kiddy Shark)의 어린이 버전인 샤크 탱크 베트남(Shark Tank Vietnam) 프로그램의 컨설턴트로 참여했다.
미주는 2020년 11월 22일에 자신이 직접 런칭한 화장품 브랜드 YU 코스메틱(YU Cosmetics)의 대표이사로 공식 취임했다. 자본금은 100억 베트남 동인데 미주는 3년 동안 이 프로젝트를 인큐베이팅한 것으로 알려져 있다. 본사는 1군 벤타인 리뜨쫑 252번지에 위치해 있다.

## 출연 작품

### 영화
- 2012년 《황제암살단》(Thiên mệnh anh hùng) - 호아쑤언(Hoa Xuân) 역
- 2012년 《콜드 섬머》(Mùa hè lạnh) - 념(Nhâm) 역
- 2013년 《히트: 왕자와 신데렐라》(Hit: Hoàng tử và Lọ lem) - 바오헌(Bảo Hân) 역
- 2017년 《장모님》(Mẹ chồng) - 뚜옛마이(Tuyết Mai) 역
- 2018년 《아이 엠 실크》(Tôi là Lụa) - 루어(Lụa) 역
- 2018년 《찬란한 5월》(Tháng năm rực rỡ) - 성인이 된 바오쩌우(Bảo Châu) 역

### 드라마
- 2009년 《백의의 천사들》(Những thiên thần áo trắng) - 응옥(Ngọc) 역
- 2010년 《연꽃》(Tóc rối) - 봉샌(Bông Sen) 역
- 2013년 《아들과 딸》(Con trai con gái) - 빈(Bình) 역
- 2014년 《14일의 지혜》(14 ngày đấu trí) - 초청 교사 역

## 수상
미주는 2007년에 핫 V-틴(Hot V-teen) 콘테스트에서 1위를 차지하면서 연예인 활동을 시작했다. 2016년에는 대한민국 대중문화예술상 아시아 여우주연상을 수상했고 2018년에는 영화 《장모님》(Mẹ chồng)을 통해 황금연상 여우조연상을 수상했다.

## 사생활
미주는 호찌민시에 거주하던 남자친구인 판타인(Phan Thành)과 교제에 들어갔지만 2016년에 결별했다. 미주는 2016년 말에 개봉한 영화 《4년, 두 남자, 하나의 연애》(4 năm, 2 chàng, 1 tình yêu)에서 공동 주연을 맡았는데 타이완 출신의 배우인 뤼진위(呂晉宇)와 열애설에 휩싸이기도 했다. 미주와 뤼진위는 2018년에 개봉된 단편 영화 《아이 엠 실크》(Tôi là Lụa)에서 공동 주연을 맡았다.
미주는 2019년 12월 30일에 첫 싱글 음반인 〈당신은 누구라고 생각해?〉(Anh Nghĩ Anh Là Ai?)를 발표했다.